# Nätrörsäckspinnare
Nätrörsäckspinnare (Taleporia tubulosa) är en fjärilsart som beskrevs av Anders Jahan Retzius 1783. Nätrörsäckspinnare ingår i släktet Taleporia och familjen säckspinnare. Arten är reproducerande i Sverige. Inga underarter finns listade i Catalogue of Life.

## Bildgalleri

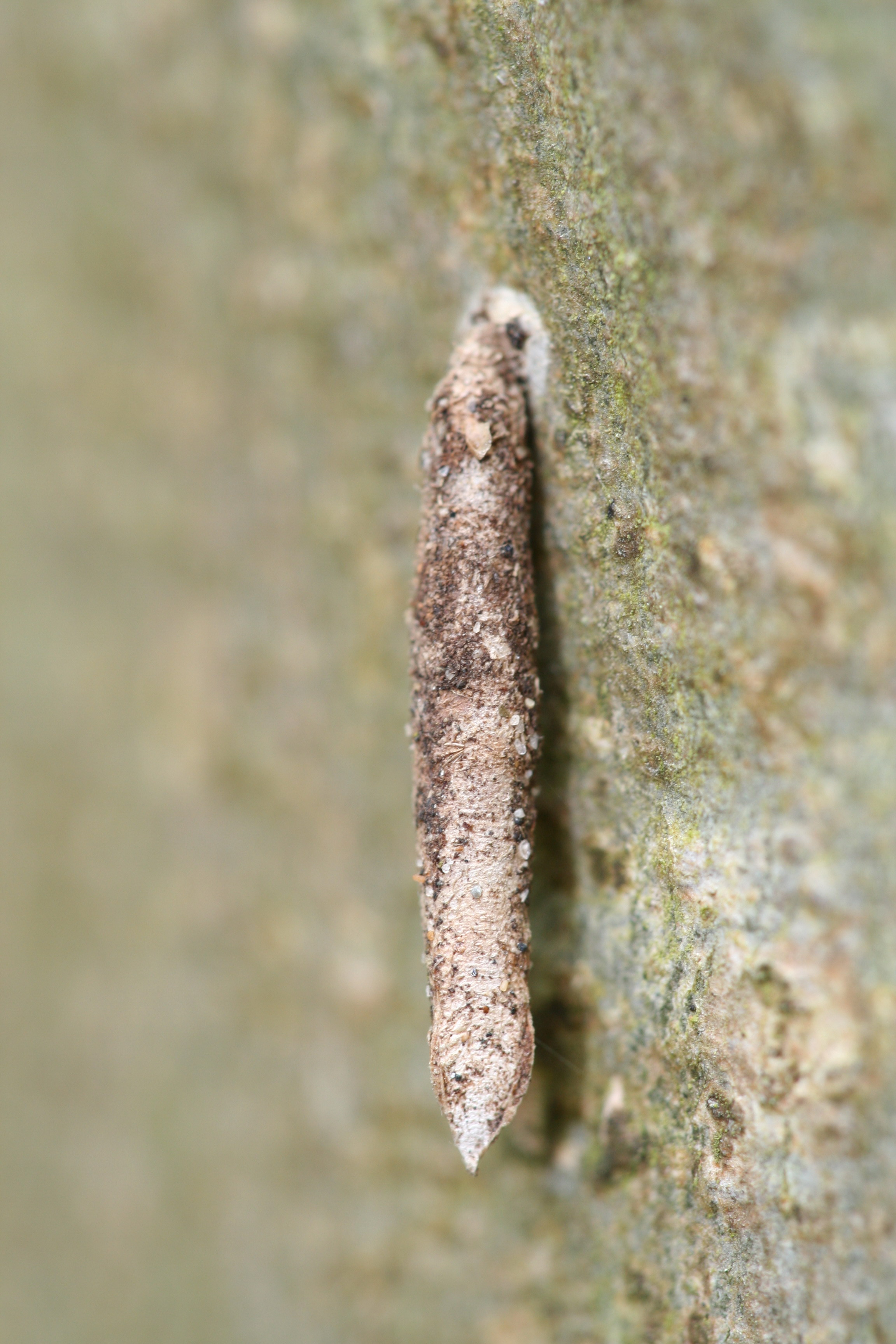
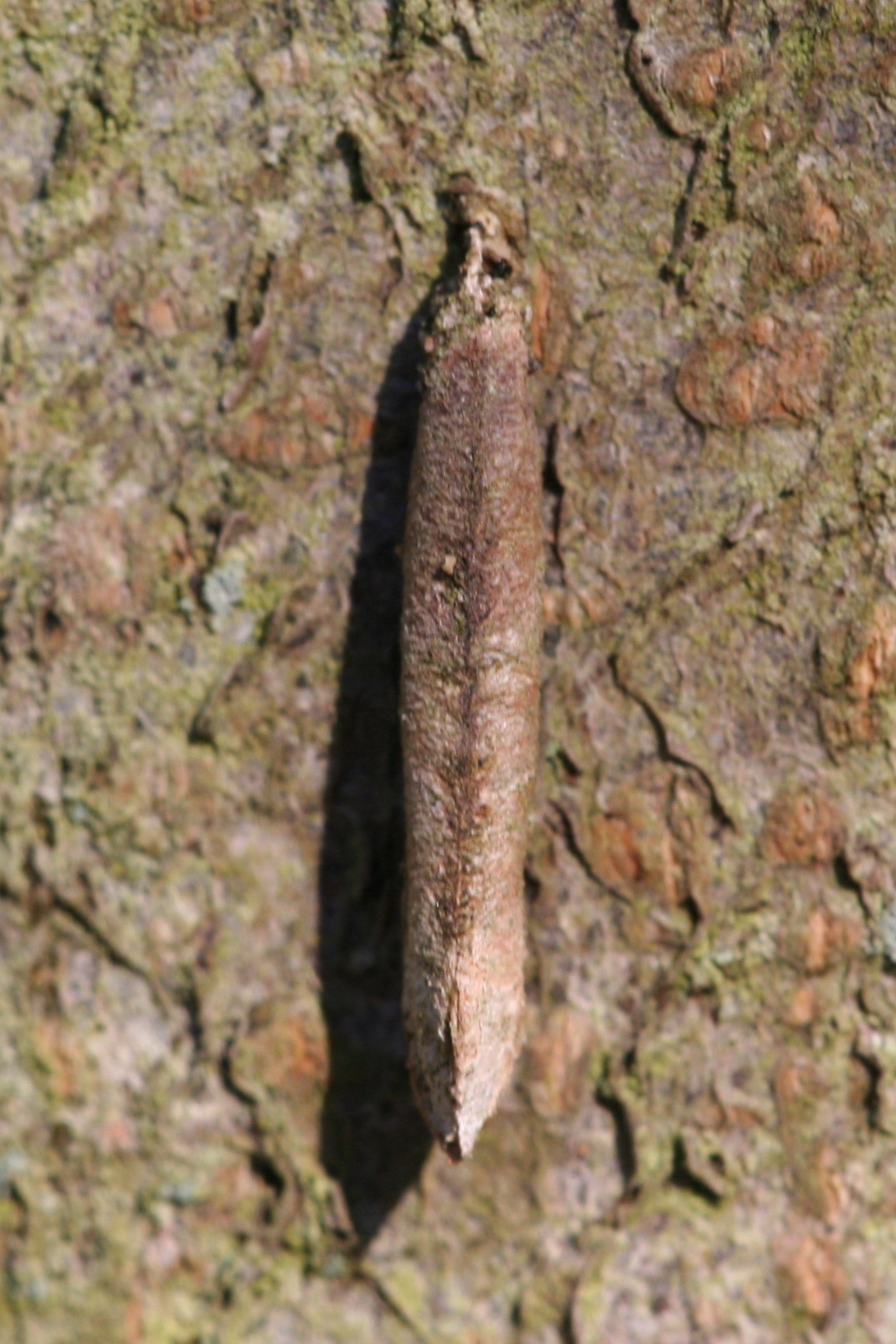
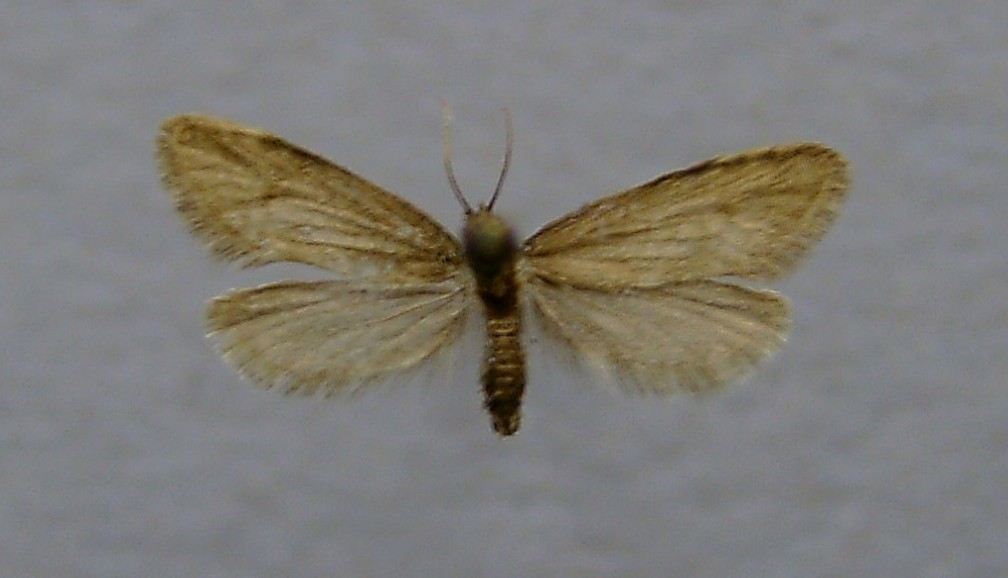
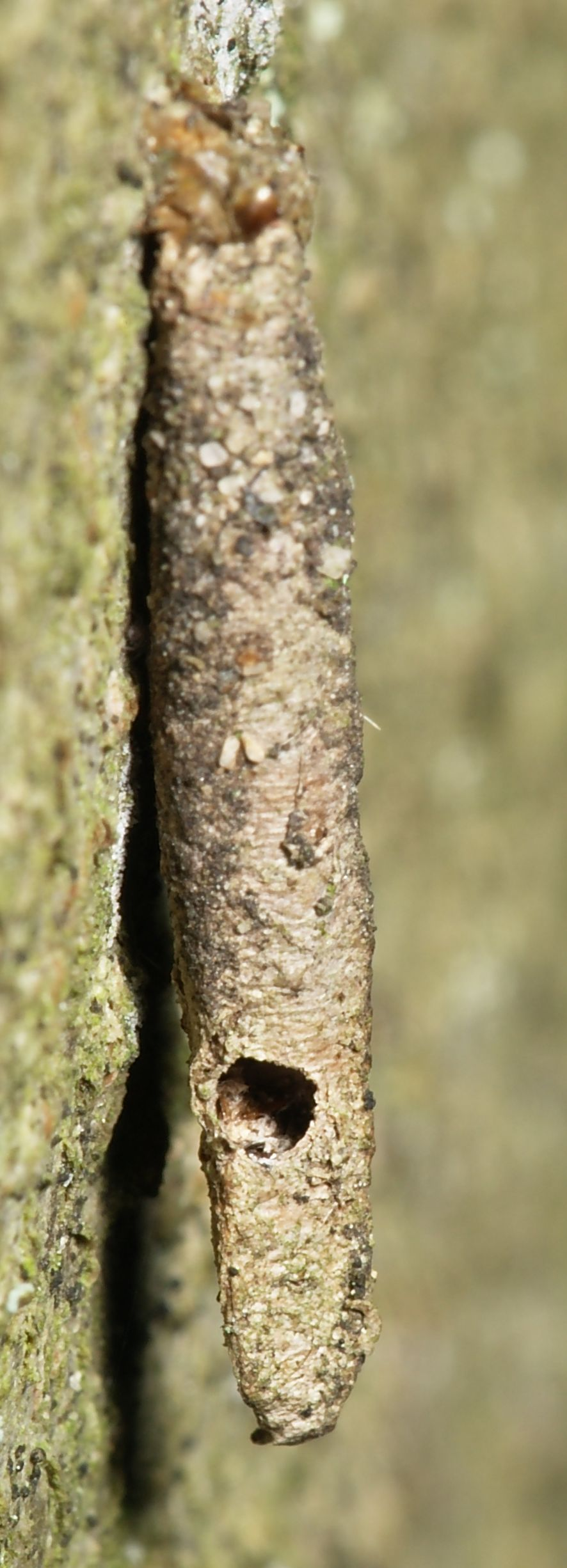